# Leopoldo Frenkel
Leopoldo Frenkel (Mar del Plata, 3 de julio de 1947) fue un político y abogado argentino. Se desempeñó brevemente como Intendente de Buenos Aires en la década de 1970, designado por Héctor J. Cámpora, a quien adhería y sobre cuyo movimiento, el peronismo, dedicó su vida académica posterior. Se destacó, especialmente, por la creación del Consejo de Planificación del Movimiento Nacional Justicialista (CPMNJ), que se abocó al desarrollo de actividades académicas mientras Perón se encontraba exiliado, cuyo objetivo era formar equipos técnicos para acompañar la futura presidencia de aquél. Aunque su gestión como intendente duró apenas dos meses, fue el intendente de Buenos Aires más joven de toda la historia.

## Biografía
Nacido en la ciudad costera de Mar del Plata, su padre, que era cirujano, era reconocido por su simpatía por el peronismo. Se recibió de Abogado en la Universidad Católica Stella Maris (luego absorbida por la Universidad Nacional de Mar del Plata), donde dio sus primeros pasos en la militancia peronista; además siendo asistente de la Escuela Superior Peronista, institutos que el gobierno peronista había creado para difundir la enseñanza de su doctrina. Se trasladó a Buenos Aires en 1969, para realizar un doctorado en la Universidad del Salvador, comenzando su actividad académica. En aquel año comenzó la organización del Consejo de Planificación del Movimiento Nacional Justicialista, junto con Roberto Ares, que luego se desempeñaría como Ministro de Economía durante la presidencia de Isabel Martínez de Perón.
La asociación creada no pasaría de la decena de profesionales, aunque abocados a distintas áreas, y lograron comunicación epistolar con el mismísimo Perón, que se encontraba exiliado, para ese entonces, en Madrid, gracias a la intervención de Jorge Daniel Paladino. Poco a poco, Perón, convencido de que regresaría de su exilio y sería presidente nuevamente, decidió confiar en el grupo, a quienes veía como profesionales de carácter técnico que, en contraposición a los desarrollistas que había introducido Arturo Frondizi en su gobierno, podrían servirle a él en una nueva presidencia. El propio Frenkel iría a visitar a Perón en su casa de Madrid en 1970, aunque la intermediación de Paladino para la comunicaciones, y las divisiones internas, llevarían prontamente a un distanciamiento con el dirigente. Con el alejamiento de Paladino del movimiento peronista, y la irrupción de Héctor José Cámpora, los integrantes del CPMNJ se incorporan oficialmente a las estructuras del Partido Justicialista.
Fue parte de la comitiva que acompañó a Perón a su regreso a la Argentina en un vuelo chárter de Alitalia, el 17 de noviembre de 1972.
Con la elección de Cámpora en 1973, Frenkel se desempaña como asesor de la presidencia. Cámpora lo nombró el 4 de junio de 1973 como Intendente de Buenos Aires. Sin embargo, debido a su edad, impedimento para ocupar el cargo, no se juramentó como intendente, sino como delegado del poder ejecutivo. Al frente de la ciudad de Buenos Aires, una de sus primeras medidas fue la intervención de la radio municipal, por considerar que «se encontraba plagada de comunistas y trostkistas» y, por ende, levantó toda la programación, por carecer de contenido relativo al peronismo. Con la renuncia de Cámpora el 13 de julio de 1973, sería desplazado al poco tiempo por el presidente Raúl Lastiri.
Posteriormente, se dedicó al ejercicio del derecho y a la docencia universitaria.